# Ligne principale Keikyū
La ligne principale Keikyū (京急本線, Keikyū-honsen) est la ligne ferroviaire principale de la compagnie Keikyū au Japon. D'une longueur de 56,7 km, elle relie les villes de Tokyo, Kawasaki, Yokohama et Yokosuka dans la région de Kantō. C'est une ligne avec un fort trafic de trains de banlieue.

## Histoire
Le tronçon entre Kawasaki et Omori est inauguré en 1901 par la Keihin Railway, l'ancêtre de la compagnie Keikyū. La ligne est ensuite prolongée jusqu'à Shinagawa en 1904.
En 1930, la Shonan Electric Railway ouvre une ligne entre Uraga et Koganechō, et l'année suivante, la jonction est opérée avec la ligne de la Keihin Railway.
En 1941, les deux compagnies fusionnent, avant d'être absorbées par la compagnie Tōkyū en 1942. En 1948, l'actuelle Keikyū est créée pour exploiter la ligne.
L'interconnexion à Sengakuji avec la ligne Asakusa du métro de Tokyo est effective en juin 1968.
Le 14 mars 2020, les gares de Kagetsuen-mae et Naka-Kido sont renommées respectivement Kagetsu-sōjiji et Keikyū Higashi-kanagawa.

## Caractéristiques

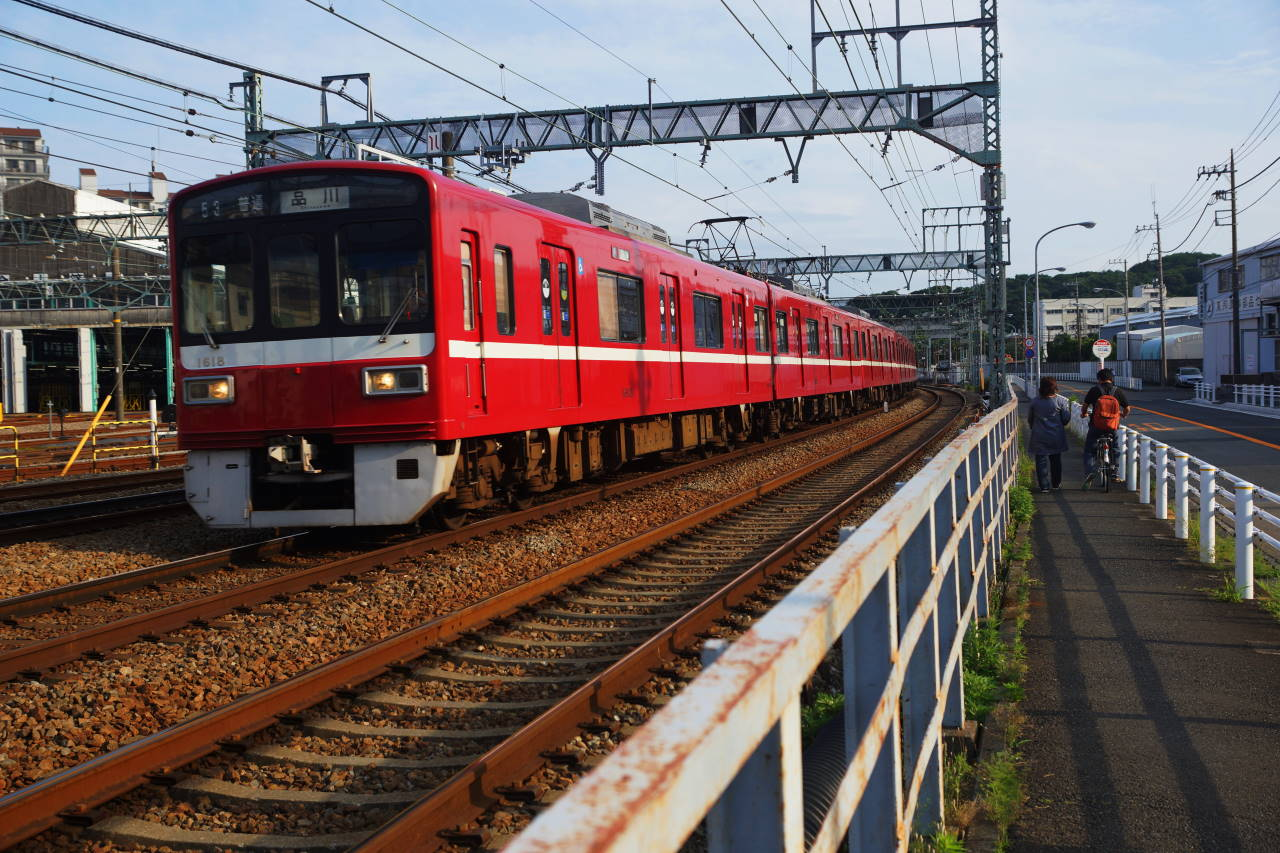
La ligne entre Kanazawabunko et Kanazawa-Hakkei

### Ligne
- Longueur : 56,7 km
- Ecartement : voie normale
- Alimentation : 1 500 Vcc par caténaire
- Nombre de voies : double voie

### Tracé
|  |

### Interconnexions
La ligne est interconnectée avec :
- la ligne Asakusa à Sengakuji,
- la ligne Keikyū Aéroport à Keikyū Kamata,
- la ligne Keikyū Zushi à Kanazawa-Hakkei,
- la ligne Keikyū Kurihama à Horinouchi.

### Services
La Keikyū exploite 5 types de services sur la ligne, des trains rapides aux trains locaux.
On gardera les noms japonais et anglais qui sont employés pour ces lignes.
Local (普通, Futsū)
s'arrête à toutes les gares.
Airport Express (エアポート急行, Eapōto Kyūkō) E
(1) essentiellement entre la ligne Toei Asakusa et l'aéroport de Haneda.
(2) essentiellement entre Shin-zushi et l'aéroport de Haneda.
Limited Express (特急, Tokkyū) L
en anglais "Red Limited Express" ou "Red Train" d'après la couleur rouge des trains.
Rapid Limited Express (快特, Kaitoku) R
en anglais "Green Limited Express" ou "Green Train".
Airport Rapid Limited Express (エアポート快特, Eapōto Kaitoku) A
entre l'aéroport de Haneda et la ligne Keisei via la ligne Toei Asakusa. Il ne s'arrête pas entre l'aéroport de Haneda et Shinagawa.
Keikyū Wing (京急ウィング号, Keikyū-Wing-gō) W
taxe supplémentaire de réservation. Ne roule que les soirs de semaine.

### Liste des gares
La ligne comporte 50 gares numérotées de KK01 à KK64.
| Numéro | Gare                    | Nom japonais | Distance depuis Shinagawa (km) | Services | Correspondances | Localisation | Localisation           |
| ------ | ----------------------- | ------------ | ------------------------------ | -------- | --- | ------------ | ---------------------- |
| A07    | Sengakuji               | 泉岳寺       | -1,2                           | ELR A    | Toei : Asakusa (interconnexion) | Minato       | Tokyo                  |
|        | Shinagawa               | 品川         | 0                              | ELRWA    | JR Central : Tōkaidō Shinkansen JR East : Keihin-Tōhoku, Tōkaidō, Yamanote, Yokosuka                                                                            | Minato       | Tokyo                  |
|        | Kitashinagawa           | 北品川       | 0,7                            |          | | Shinagawa    | Tokyo                  |
|        | Shimbamba               | 新馬場       | 1,4                            |          | | Shinagawa    | Tokyo                  |
|        | Aomono-yokochō          | 青物横丁     | 2,2                            | EL       | | Shinagawa    | Tokyo                  |
|        | Samezu                  | 鮫洲         | 2,7                            |          | | Shinagawa    | Tokyo                  |
|        | Tachiaigawa             | 立会川       | 3,5                            | E        | | Shinagawa    | Tokyo                  |
|        | Ōmorikaigan             | 大森海岸     | 4,8                            |          | | Shinagawa    | Tokyo                  |
|        | Heiwajima               | 平和島       | 5,7                            | EL       | | Ōta          | Tokyo                  |
|        | Ōmorimachi              | 大森町駅     | 6,5                            |          | | Ōta          | Tokyo                  |
|        | Umeyashiki              | 梅屋敷       | 7,2                            |          | | Ōta          | Tokyo                  |
|        | Keikyū Kamata           | 京急蒲田     | 8,0                            | ELR      | Keikyū : Aéroport (interconnexion) | Ōta          | Tokyo                  |
|        | Zōshiki                 | 雑色         | 9,4                            |          | | Ōta          | Tokyo                  |
|        | Rokugōdote              | 六郷土手     | 10,6                           |          | | Ōta          | Tokyo                  |
|        | Keikyū Kawasaki         | 京急川崎     | 1,8                            | ELR      | Keikyū : Daishi JR East : Tōkaidō, Keihin-Tōhoku, Nambu (à Kawasaki)                                                                                            | Kawasaki     | Préfecture de Kanagawa |
|        | Hatchōnawate            | 八丁畷       | 13,1                           |          | JR East : Nambu (branche) | Kawasaki     | Préfecture de Kanagawa |
|        | Tsurumi-ichiba          | 鶴見市場     | 13,8                           |          | | Yokohama     | Préfecture de Kanagawa |
|        | Keikyū Tsurumi          | 京急鶴見     | 15,3                           | E        | JR East : Keihin-Tōhoku, Nambu (à Tsurumi) | Yokohama     | Préfecture de Kanagawa |
|        | Kagetsu-sōjiji          | 花月総持寺   | 16,1                           |          | | Yokohama     | Préfecture de Kanagawa |
|        | Namamugi                | 生麦         | 16,9                           |          | | Yokohama     | Préfecture de Kanagawa |
|        | Keikyū Shinkoyasu       | 京急新子安   | 18,3                           |          | JR East : Keihin-Tōhoku (à Shin-Koyasu) | Yokohama     | Préfecture de Kanagawa |
|        | Koyasu                  | 子安         | 19,3                           |          | | Yokohama     | Préfecture de Kanagawa |
|        | Kanagawa-shimmachi      | 神奈川新町   | 20,0                           | EL       | | Yokohama     | Préfecture de Kanagawa |
|        | Keikyū Higashi-kanagawa | 京急東神奈川 | 20,5                           | E        | JR East : Keihin-Tōhoku, Yokohama (à Higashi-Kanagawa) | Yokohama     | Préfecture de Kanagawa |
|        | Kanagawa                | 神奈川       | 21,5                           |          | | Yokohama     | Préfecture de Kanagawa |
|        | Yokohama                | 横浜         | 22,2                           | ELR      | JR East : Keihin-Tōhoku, Negishi, Tōkaidō, Yokosuka Tōkyū : Tōyoko Sōtetsu : Sōtetsu Métro de Yokohama : ligne bleue Yokohama Minatomirai Railway : Minatomirai | Yokohama     | Préfecture de Kanagawa |
|        | Tobe                    | 戸部         | 23,4                           |          | | Yokohama     | Préfecture de Kanagawa |
|        | Hinodechō               | 日ノ出町     | 24,8                           | E        | | Yokohama     | Préfecture de Kanagawa |
|        | Koganechō               | 黄金町       | 25,6                           |          | | Yokohama     | Préfecture de Kanagawa |
|        | Minami-Ōta              | 南太田       | 26,5                           |          | | Yokohama     | Préfecture de Kanagawa |
|        | Idogaya                 | 井土ヶ谷     | 27,7                           | E        | | Yokohama     | Préfecture de Kanagawa |
|        | Gumyōji (ja)            | 弘明寺       | 29,1                           | E        | | Yokohama     | Préfecture de Kanagawa |
|        | Kami-Ōoka               | 上大岡       | 30,8                           | ELRW     | Métro de Yokohama : ligne bleue | Yokohama     | Préfecture de Kanagawa |
|        | Byōbugaura              | 屏風浦       | 33,0                           |          | | Yokohama     | Préfecture de Kanagawa |
|        | Sugita                  | 杉田         | 34,3                           | E        | JR East : Negishi (à Shin-Sugita) Yokohama Seaside Line : Kanazawa Seaside (à Shin-Sugita)                                                                      | Yokohama     | Préfecture de Kanagawa |
|        | Keikyū Tomioka          | 京急富岡     | 36,7                           |          | | Yokohama     | Préfecture de Kanagawa |
|        | Nōkendai                | 能見台       | 37,4                           | E        | | Yokohama     | Préfecture de Kanagawa |
|        | Kanazawa-Bunko          | 金沢文庫     | 39,5                           | ELRW     | | Yokohama     | Préfecture de Kanagawa |
|        | Kanazawa-Hakkei         | 金沢八景     | 40,9                           | ELRW     | Keikyū : Zushi (interconnexion) Yokohama Seaside Line : Kanazawa Seaside                                                                                        | Yokohama     | Préfecture de Kanagawa |
|        | Oppama                  | 追浜         | 42,8                           | L        | | Yokosuka     | Préfecture de Kanagawa |
|        | Keikyū Taura            | 京急田浦     | 44,5                           |          | | Yokosuka     | Préfecture de Kanagawa |
|        | Anjinzuka               | 安針塚       | 47,1                           |          | | Yokosuka     | Préfecture de Kanagawa |
|        | Hemi                    | 逸見         | 48,1                           |          | | Yokosuka     | Préfecture de Kanagawa |
|        | Shioiri                 | 汐入         | 49,2                           | L        | | Yokosuka     | Préfecture de Kanagawa |
|        | Yokosuka-Chūō           | 横須賀中央   | 49,9                           | LRW      | | Yokosuka     | Préfecture de Kanagawa |
|        | Kenritsu Daigaku        | 県立大学     | 51,1                           |          | | Yokosuka     | Préfecture de Kanagawa |
|        | Horinouchi              | 堀ノ内       | 52,3                           | LRW      | Keikyū : Kurihama (interconnexion) | Yokosuka     | Préfecture de Kanagawa |
|        | Keikyū Ōtsu             | 京急大津     | 53,1                           | L        | | Yokosuka     | Préfecture de Kanagawa |
|        | Mabori-Kaigan           | 馬堀海岸     | 54,2                           | L        | | Yokosuka     | Préfecture de Kanagawa |
|        | Uraga                   | 浦賀         | 55,5                           | L        | | Yokosuka     | Préfecture de Kanagawa |